# Edifici Ferrer
L'edifici Ferrer és al número 29 del carrer de Ciril Amorós al barri de l'Eixample, ciutat de València (Horta de València), dins de la trama d'escaquer del primer eixample, desenvolupat a partir del Projecte d'Eixample per a la ciutat de València de l'any 1884. El projecte de l'edifici es deu a l'arquitecte Vicent Ferrer Pérez, redactat a l'abril de 1907 i construït l'any següent. L'encàrrec de l'edifici vingué per part de son pare, per a la residència de la seua família, de manera que un dels habitatges seria per al mateix autor.

## Arquitectura
L'edifici es construeix sobre un solar que recau a dos carrers, situant-se en un xamfrà, amb una forma poligonal irregular de cinc costats i 421 metres quadrats de superfície. Allotja huit habitatges; la planta general s'estructura amb un vestíbul centrat al xamfrà, i on al fons se situa el nucli de les comunicacions verticals, açò és, una escala de tres trams que serveix a dos habitatges per planta, disposats en quatre alçades (planta baixa, pis principal i dues plantes altes). La il·luminació de l'escala s'aconsegueix mitjançant les finestres que donen al pati i una vidriera a la part superior.
L'edifici incorpora diverses innovacions, ja que agrupà els patis en un d'únic, els habitatges es distribueixen a partir del corredor i, a més, separa la zona de dormir i la de menjar. Tots els dormitoris tenen ventilació directa i les cuines ho fan al pati gràcies a galeries envidrades. Una altra novetat fou incorporar els banys a les zones principals i a la façana. Les zones més nobles es distingeixen per la seua decoració modernista a base de sòcols de fusta, frisos i guixeries. El paviment és hidràulic i de Nolla, també decorats amb motius geomètrics. Les estances estan pintades amb dibuixos estilitzats en la mateixa línia. També destaca un acurat disseny de les baranes, passamans, reixes i ebenisteria, on s'incorpora l'estètica sezessionista, amb elements vegetals geomètrics, recordant fulles i taronges.
L'estructura de l'edifici està feta amb murs portants de rajola amb arcs de descàrrega i biguetes metàl·liques amb voltes d'obra rebudes amb guix. La paret exterior est es recobreix amb un acabat clar, adornat amb elements petris i ceràmics. L'enreixat de forja inclou motius vegetals i geomètrics.
A la façana, hi està recollit fins al detall més menut, mostrant el caràcter de Ferrer, encara que es resol amb la tradicional diferenciació de buits en el tractament dels pisos. S'elimina l'entresol, novetat per a l'època; així, el primer pis adquireix la consideració de principal amb miradors i balcons.

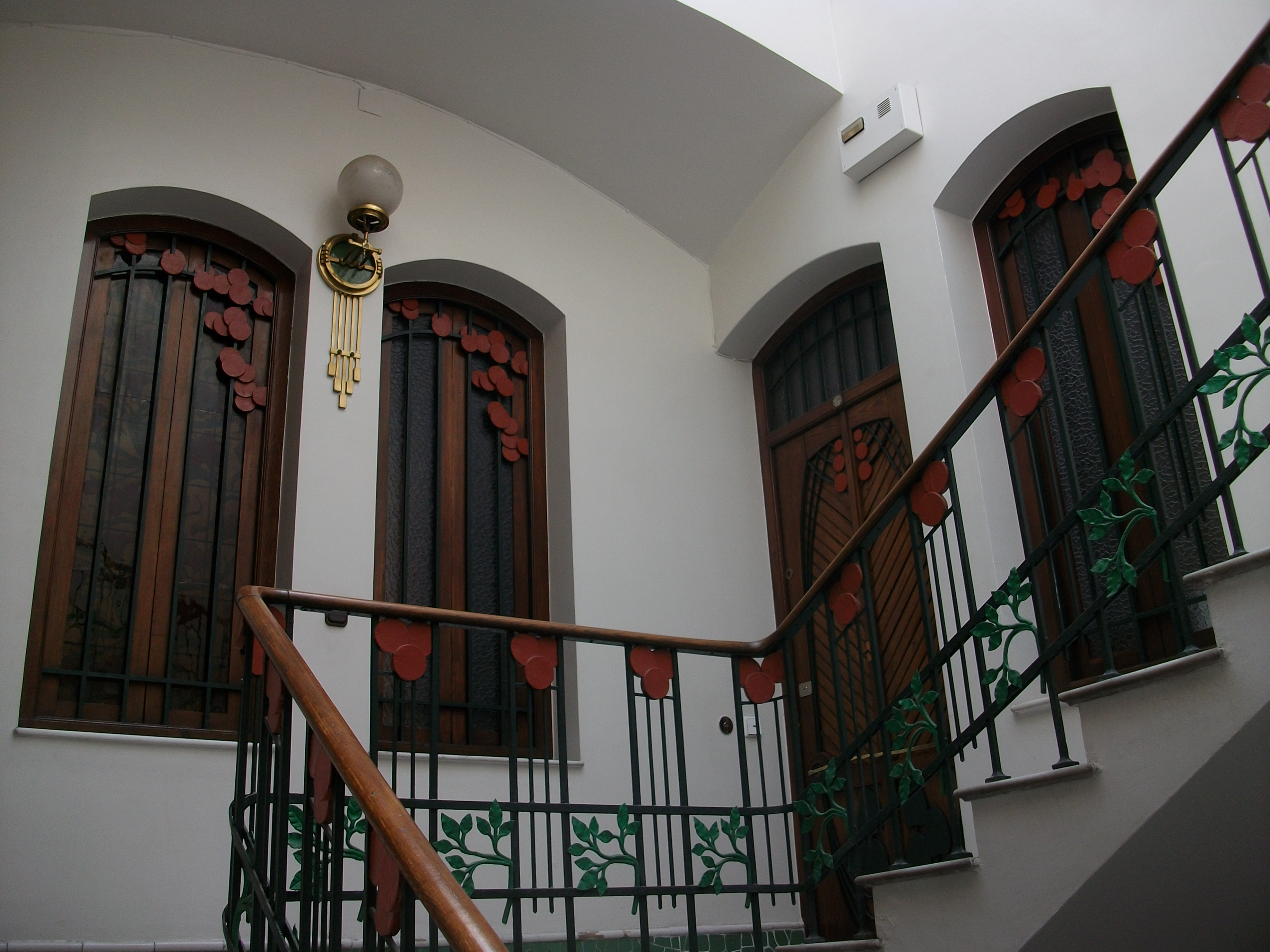
Escala

Cadascuna de les façanes té un esquema compositiu autònom amb un eix de simetria propi; un recurs semblant, l'utilitzà Otto Wagner a la seua Majolikahaus de 1889 a Viena. La façana es remata amb un cos de forma corba, rematat al seu torn per un ram de flors ceràmic.
Tot el conjunt està profusament decorat; a la façana, destaquen una sèrie d'elements decoratius de materials petris, ceràmics i fets d'obra. També un ús de rajoletes en escaquer blanc i verd, la garlanda que remata l'edifici de ceràmica vidriada, ús que no distorsiona el caràcter unitari de l'obra, proporcionat per sòlides bases compositives. Tot aquest llenguatge decoratiu s'adscriu al de la Sezession.
Les característiques compositives i decoratives es poden adscriure als postulats de la Secessió de Viena i a l'escola de Glasgow. Aquest nou corrent, del qual aquest edifici és un dels exemples més complets, arriba sota el guiatge de Demetri Ribes i el mateix Vicent Ferrer. Segurament degut al Congrés Internacional d'Arquitectes de Madrid l'any 1904, amb l'assistència d'Otto Wagner, i de diverses publicacions sobre l'Exposició de la Sezession (1900), en la qual va intervindre Mackintosh o sobre l'Exposició Internacional d'Arts Decoratives Modernes de Torí (1902), amb obres de Behrens i D'Aronco. La influència de tots aquestos autors és ben evident en la composició de la casa Ferrer.
Aquesta influència es nota sobretot en alguns elements com els brancals corbs de la planta baixa, que recorden els arcs mixtilinis de Peter Behrens per al pavelló d'Alemanya a la mencionada exposició de Torí. També la garlanda del remat i el ramell de roses que corona el xamfrà, l'antecedent del qual cal buscar-lo al vestíbul del palau Stoclet de Josef Hoffmann. Per una altra banda, molts detalls decoratius recorden els de Raimondo D'Aronco fets per a la l'Exposició Internacional d'Arts Decoratives Modernes de Torí.
L'interès de Vicent Ferrer per les arts aplicades, evident per la cura en els detalls, el portà al càrrec de secretari de la Secció d'Arts Aplicades de l'Associació per al Progrés de les Ciències.
El llenguatge de l'edifici Ferrer no arribà a agradar a la burgesia valenciana (preferia un modernisme més suau o l'historicisme), encara que aquesta sí que acceptà el llenguatge secessionista en les arts aplicades. Ferrer ocupà diversos llocs en l'administració pública, produint poca obra i sense crear una escola.